# Emil Hostettler
Emil Hostettler (* 24. September 1887 in Rüschegg; † 17. November 1972 in Bern) war ein Schweizer Architekt der Moderne.
Nach dem Studium der Mathematik von 1906 bis 1908 an der Eidgenössischen Technischen Hochschule Zürich wechselte Hostettler zur Architektur, wo er 1911 diplomierte. Er arbeitet zunächst bei Franz Trachsel in Bern, bevor er 1923 sein eigenes Büro gründete. Zwischenzeitlich führte er es Mitte der 1920er Jahre gemeinsam mit Hans Pfander.
Neben einigen Wohnungsbauten gelang ihm dann im landesweiten Wettbewerb für den Neubau der Schweizerischen Landesbibliothek in Bern der 3. Platz; die Ausarbeitung und Planung geschah dann durch alle drei bestklassierten Architekten; Hostettler wurde durch diesen frühen Grossbau der Moderne in der Schweiz auch einem breiteren Fachpublikum bekannt.
Während Hostettler beispielsweise bei den Bauten für den Tierpark Dählhölzli, 1985–88 durch Andreas Furrer umgebaut und erweitert, der Moderne verpflichtet blieb, baute er beispielsweise in der Innenstadt von Bern mit der Schweizerischen Lebensversicherungs- und Rentenanstalt am Casinoplatz wesentlich gefälliger. Lange engagierte er sich nach dem Zweiten Weltkrieg, auch mit der Vorlage von Planungen, für die Verlegung des Hauptbahnhofs an die Laupenstrasse, ein Projekt, das von der Öffentlichkeit stark unterstützt wurde, letztlich aber 1956 scheiterte.
Hostettler war Mitglied sowohl des BSA und des SIA.

## Werke
- Miethauszeile Montbijousstr, Bern, 1926, mit Hans Pfander
- Schweizerische Landesbibliothek 1929–31, mit Alfred Oeschger und Josef Kaufmann
- Haus Gfeller, Bern, 1931
- Tierpark Dählhölzli, Bern, verschiedene Gebäude, 1936–37
- Schweizerische Lebensversicherungs- und Rentenanstalt, 1939–40
- PTT–Anlage Engehalde, Bern, 1948–51, mit Henri Daxelhofer und Peter Indermühle
- Strafanstalt Thorberg, Krauchthal, Verwahrungstrakt, 1953
- Strafanstalt Thorberg, Krauchthal, Kapelle, 1954